# AirPods Max
AirPods Max jsou bezdrátová Bluetooth sluchátka na uši navržená a vyvinutá americkou společností Apple. Jsou třetí verzí sluchátek z řady AirPods, vedle klasických a AirPods Pro. Hlavní změna oproti AirPods Pro je design přes uši, s většími reproduktory, zahrnutí Apple Digital Crown (nachází se na Apple Watch), více barevných možností a delší výdrž baterie.
Sluchátka AirPods Max byla představena prostřednictví webu společnosti Apple 8. prosince 2020, přičemž se začala prodávat o týden později, tedy 15. prosince 2020.

## Specifikace

### Hardware
AirPods Max mají v každém náušníku systém na čipu Apple H1, který se také nachází v AirPods druhé a třetí generace a AirPods Pro první a druhé generace. AirPods Max, stejně jako AirPods Pro mají technologii aktivního potlačení hluku, přičemž ale také mají režim „Transparency“, kdy sluchátka dovolují, nepotlačují, zvuk kolem uživatelů. Digital Crown, podobná, která je u Apple Watch, umožňuje uživatelům přehrávat nebo pozastavovat zvuk, ovládat hlasitost, přeskakovat skladby, ovládat telefonní hovory a aktivovat Siri. Snímače polohy automaticky detekují, zda jsou sluchátka na hlavě uživatele, a podle toho pustí nebo pozastaví zvuk. Sluchátka mají také funkci prostorového zvuku – sluchátka využívají vestavěné gyroskopy a akcelerometry ke sledování pohybu hlavy uživatele.
Apple uvádí výdrž baterie AirPods Max na 20 hodin, přičemž pět minut nabíjení poskytne 1,5 hodiny poslechu. Lightning port, který se primárně používá pro nabíjení, lze také použít pro připojení sluchátek kabelem, přičemž Apple prodává kabely pro sluchátka s koncovkou USB-A, USB-C a 3,5mm jackem.

### Kompabilita
AirPods Max jsou kompatibilní s jakýmkoli zařízením, které podporuje Bluetooth, včetně zařízení Android a Windows, ačkoli některé funkce, jako je Siri, vyžadují zařízení Apple se systémem iOS 14.3, iPadOS 14.3, watchOS 7.2, tvOS 14, macOS Big Sur nebo novějším.

### Pouzdro
AirPods Max jsou dodávány s pouzdrem Smart Case pro uložení. Pouzdro Smart Case obsahuje magnety, které drží AirPods Max na místě a zároveň je přepnou do režimu nízké spotřeby, aby se zrychlilo nabíjení.

## Design
AirPods Max jsou k dispozici v pěti barevných variantách – vesmírně šedá, stříbrné, blankytně modré, zelené a růžové. Uživatelé si však mohou vybrat zároveň vybrat ze stejných barev pro jednotlivé náušníky, s tím, že dohromady je tak k dispozici celkem 25 barevných kombinací (nebo 125 v případě použití dvou různých barev náušníků).

## Kritika
Design pouzdra Smart Case byl kritizován recenzenty a uživateli na Twitteru pro jeho podobnost s podprsenkou nebo kabelkou.
Mnoho lidí také uvedlo, že po delším používání se pod náušníky, v blízkosti reproduktorů sluchátek, může tvořit kondenzát.